# Blind Date (Band)
Blind Date war eine deutsche Pop-Band, die 1984 in Frankfurt am Main gegründet wurde.

## Werdegang
Die neunköpfige Anfangsformation von Blind Date bestand aus Uwe Schlürmann († 11. Juli 2013, Gesang und Gitarre), Peter Koch (Percussion), Matthias Baumgardt (Gitarre), James Michael Griffin (Keyboard), Amy & Elaine Goff (Gesang), Mark Oesterreich (Gitarre, Bass und Gesang), Roman Müllenbach (Saxophon) und Bruce Kent (Schlagzeug). Ab 1986 wurde die Band auf vier Mitglieder reduziert: Amy & Elaine Goff (Gesang), Uwe Schlürmann (Gesang und Gitarre) und Peter Koch (Perkussion). Diese wurden zeitweise unterstützt von den Studiomusikern Christian Felke (Saxophon, spielte später u. a. für Rainhard Fendrich) und Lothar Krell (Keyboards), beide ab 1978 Live-Musiker der Band Supermax.
Der Name der Band ging auf den Umstand zurück, dass sich ihre Mitglieder eher zufällig getroffen haben. Die Debütsingle Your Heart Keeps Burning wurde 1985 in der Bundesrepublik ein Hit und erreichte Platz 17 in den Singlecharts. 1986 erschien die LP Dreamworld. Die meisten der Titel wurden von Peter Koch und Matthias Baumgartner komponiert. Bei drei der Titel wurde die Musik von James Michael Griffin geschrieben, die Texte stammten von Amy & Elaine Goff. Beide Nachfolgesingles How did You get to Me und Hit the Road Jack floppten, woraufhin die Band auseinanderbrach. 1992 erschien nochmals ein Remix von Hit the Road Jack mit allerdings nur mäßigem Erfolg.
Amy und Elaine Goff wurden Backgroundsängerinnen bei Meat Loaf, Christian Felke Studiosaxophonist und ist seit 1998 Mitglied der Rockjazzband Scales. Uwe Schlürmann war seit 1996 Leadsänger der Countryband Tumbleweed.
Das deutsche Danceprojekt Lazard coverte Your Heart Keeps Burning im Frühjahr 2007 und konnte sich damit an der Spitze der deutschen Dance-Charts platzieren.